# Italian Open 2012 (теніс)
Italian Open 2012 (також відомий під назвою Rome Masters 2012 і спонсорською назвою Internazionali BNL d'Italia 2012) - чоловічий і жіночий тенісний турнір, що проходив на відкритих кортах з ґрунтовим покриттям Foro Italico в Римі (Італія). Це був 69-й за ліком Italian Open. Належав до категорії Мастерс у рамках Туру ATP 2012 і категорії Premier 5 в рамках Туру WTA 2012. Тривав з 14 до 21 травня 2012 року, бо через дощ чоловічий фінал перенесли на понеділок.

## Очки і призові

### Нарахування очок
| Стадія                 | Чоловіки, одиночний розряд | Чоловіки, парний розряд | Жінки, одиночний розряд | Жінки, парний розряд |
| ---------------------- | -------------------------- | ----------------------- | ----------------------- | -------------------- |
| Чемпіон                | 1000                       | 1000                    | 900                     | 900                  |
| Фіналіст               | 600                        | 600                     | 620                     | 620                  |
| півфінал               | 360                        | 360                     | 395                     | 395                  |
| чвертьфінал            | 180                        | 180                     | 225                     | 225                  |
| 1/8 фіналу             | 90                         | 90                      | 125                     | 125                  |
| 1/16 фіналу            | 45                         | 10                      | 70                      | 1                    |
| 1/32 фіналу            | 10                         | –                       | 1                       | –                    |
| кваліфаєр              | 25                         | –                       | 30                      | –                    |
| фіналіст кваліфікації  | 16                         | –                       | 20                      | –                    |
| 1-й раунд кваліфікації | 0                          | –                       | 1                       | –                    |

### Призові гроші
| Стадія                | Чоловіки, одиночний розряд | Чоловіки, парний розряд | Жінки, одиночний розряд | Жінки, парний розряд |
| --------------------- | -------------------------- | ----------------------- | ----------------------- | -------------------- |
| Чемпіон               | €460,260                   | €142,500                | $385,000                | $110,000             |
| Фіналіст              | €225,680                   | €69,780                 | $192,000                | $55,000              |
| півфінал              | €113,580                   | €35,000                 | $95,100                 | $27,525              |
| чвертьфінал           | €57,755                    | €17,970                 | $44,250                 | $13,850              |
| 1/8 фіналу            | €30,000                    | €9,290                  | $22,000                 | $7,000               |
| 1/16 фіналу           | €15,810                    | €4,900                  | $11,300                 | $3,500               |
| 1/32 фіналу           | €8,535                     | –                       | $5,800                  | –                    |
| фіналіст кваліфікації | €1,965                     | –                       | $3,200                  | –                    |
| 1 коло кваліфікації   | €1,000                     | –                       | $1,650                  | –                    |

## Учасники основної сітки в рамках чоловічого турніру

### Сіяні учасники
| Країна          | Гравець                | Рейтинг1 | Сіяний |
| --------------- | ---------------------- | -------- | ------ |
| Сербія          | Новак Джокович         | 1        | 1      |
| Швейцарія       | Роджер Федерер         | 2        | 3      |
| Іспанія         | Рафаель Надаль         | 3        | 2      |
| Велика Британія | Енді Маррей            | 4        | 4      |
| Франція         | Жо-Вілфрід Тсонга      | 5        | 5      |
| Іспанія         | Давид Феррер           | 6        | 6      |
| Чехія           | Томаш Бердих           | 7        | 7      |
| Сербія          | Янко Типсаревич        | 8        | 8      |
| США             | Джон Ізнер             | 10       | 9      |
| Аргентина       | Хуан Мартін дель Потро | 11       | 10     |
| Франція         | Жиль Сімон             | 12       | 11     |
| Іспанія         | Ніколас Альмагро       | 13       | 12     |
| Франція         | Гаель Монфіс           | 14       | 13     |
| Аргентина       | Хуан Монако            | 15       | 14     |
| Іспанія         | Фелісіано Лопес        | 16       | 15     |
| Франція         | Рішар Гаске            | 18       | 16     |

- Рейтинг подано станом на 15 травня 2012

### Інші учасники
Нижче наведено учасників, які отримали вайлд-кард на участь в основній сітці:
- Фабіо Фоніні[14]
- Паоло Лоренці[14]
- Потіто Стараче[14]
- Філіппо Воландрі[14]

Нижче наведено гравців, які пробились в основну сітку через стадію кваліфікації:
- Гільєрмо Гарсія-Лопес
- Сантьяго Хіральдо
- Робін Гаасе
- Блаж Кавчич
- Сем Кверрі
- Альберт Рамос
- Адріан Унгур

### Відмовились від участі
- Марді Фіш
- Кей Нісікорі (травма шлунку)[15]
- Робін Содерлінг (мононуклеоз)[16]

### Знялись
- Олександр Долгополов

## Учасники основної сітки в парному розряді

### Сіяні пари
| Країна   | Гравець            | Країна   | Гравець              | Рейтинг1 | Сіяний |
| -------- | ------------------ | -------- | -------------------- | -------- | ------ |
| Білорусь | Макс Мирний        | Канада   | Деніел Нестор        | 6        | 1      |
| США      | Боб Браян          | США      | Майк Браян           | 6        | 2      |
| Франція  | Міхаель Ллодра     | Сербія   | Ненад Зімоньїч       | 11       | 3      |
| Швеція   | Роберт Ліндстедт   | Румунія  | Горія Текеу          | 17       | 4      |
| Індія    | Леандер Паес       | Чехія    | Марцін Матковський   | 20       | 5      |
| Польща   | Маріуш Фирстенберг | Польща   | Радек Штепанек       | 20       | 6      |
| Індія    | Магеш Бгупаті      | Індія    | Роган Бопанна        | 27       | 7      |
| Австрія  | Александер Пея     | Пакистан | Айсам-уль-Хак Куреші | 32       | 8      |

- Рейтинг подано станом на 15 травня 2012

### Інші учасники
Нижче наведено пари, які отримали вайлдкард на участь в основній сітці:
- Флавіо Чіполла /  Паоло Лоренці
- Gianluca Naso /  Філіппо Воландрі

### Знялись
- Пабло Андухар

## Учасниці основної сітки в рамках жіночого турніру

### Сіяні учасниці
| Країна     | Гравчиня           | Рейтинг1 | Сіяна |
| ---------- | ------------------ | -------- | ----- |
| Білорусь   | Вікторія Азаренко  | 1        | 1     |
| Росія      | Марія Шарапова     | 2        | 2     |
| Польща     | Агнешка Радванська | 3        | 3     |
| Чехія      | Петра Квітова      | 4        | 4     |
| Австралія  | Саманта Стосур     | 5        | 5     |
| Данія      | Каролін Возняцкі   | 6        | 6     |
| Франція    | Маріон Бартолі     | 7        | 7     |
| КНР        | Лі На              | 8        | 8     |
| США        | Серена Вільямс     | 9        | 9     |
| Італія     | Франческа Ск'явоне | 11       | 10    |
| Німеччина  | Сабіне Лісіцкі     | 13       | 11    |
| Німеччина  | Анджелік Кербер    | 14       | 12    |
| Сербія     | Ана Іванович       | 15       | 13    |
| Словаччина | Домініка Цібулкова | 16       | 14    |
| Сербія     | Єлена Янкович      | 18       | 15    |
| Росія      | Марія Кириленко    | 19       | 16    |

- Рейтинг подано станом на 7 травня 2012

### Інші учасниці
Нижче наведено учасниць, які отримали вайлд-кард на участь в основній сітці:
- Альберта Бріанті[14]
- Карін Кнапп[14]
- Вінус Вільямс[14]

Нижче наведено гравчинь, які пробились в основну сітку через стадію кваліфікації:
- Анна Чакветадзе
- Ольга Говорцова
- Андреа Главачкова
- Мір'яна Лучич-Бароні
- Анастасія Родіонова
- Сільвія Солер-Еспіноса
- Слоун Стівенс
- Александра Возняк

### Відмовились від участі
- Мона Бартель
- Даніела Гантухова (foot injury)[17]
- Кая Канепі (травма ступні) [17]
- Андреа Петкович (травма гомілковостопного суглобу)[18]
- Віра Звонарьова

## Учасниці основної сітки в парному розряді

### Сіяні пари
| Країна    | Гравчиня          | Країна    | Гравчиня            | Рейтинг1 | Сіяна |
| --------- | ----------------- | --------- | ------------------- | -------- | ----- |
| США       | Лізель Губер      | США       | Ліза Реймонд        | 2        | 1     |
| Чехія     | Квета Пешке       | Словенія  | Катарина Среботнік  | 7        | 2     |
| Італія    | Сара Еррані       | Італія    | Роберта Вінчі       | 25       | 3     |
| Чехія     | Андреа Главачкова | Австралія | Анастасія Родіонова | 26       | 4     |
| Росія     | Марія Кириленко   | Росія     | Надія Петрова       | 27       | 5     |
| Німеччина | Юлія Гергес       | США       | Ваня Кінґ           | 37       | 6     |
| ПАР       | Наталі Грандін    | Чехія     | Владіміра Угліржова | 45       | 7     |
| США       | Ракель Копс-Джонс | США       | Абігейл Спірс       | 48       | 8     |

- 1 Рейтинг подано станом на 7 травня 2012

### Інші учасниці
Нижче наведено пари, які отримали вайлдкард на участь в основній сітці:
- Настасья Барнетт /  Alexa Virgili
- Марія Елена Камерін /  Карін Кнапп

Наведені нижче пари отримали місце як заміна:
- Джилл Крейбас /  Слоун Стівенс

### Відмовились від участі
- Андреа Главачкова (травма правого стегна)

### Знялись
- Жанетта Гусарова (травма поперекового відділу хребта)
- Флавія Пеннетта (травма правого зап'ястка)
- Пен Шуай (травма лівої долоні)

## Фінальна частина

### Чоловіки. Одиночний розряд
- Рафаель Надаль —  Новак Джокович, 7–5, 6–3 [1]

### Одиночний розряд. Жінки
- Марія Шарапова —  Лі На, 4–6, 6–4, 7–6(7–5)[2]

### Парний розряд. Чоловіки
- Марсель Гранольєрс /  Марк Лопес —  Лукаш Кубот /  Янко Типсаревич, 6–3, 6–2

### Парний розряд. Жінки
- Сара Еррані /  Роберта Вінчі —  Катерина Макарова /  Олена Весніна, 6–2, 7–5